# Stratonice IV
Pour les articles homonymes, voir Stratonice.
Stratonice IV ou Stratoniké (en grec ancien Στρατoνίκη / Stratoniké), née vers 200 av. J.-C., morte vers 135, est une princesse hellénistique de la dynastie de Cappadoce.

## Origine
Stratonice est la fille d’Ariarathe IV, roi de Cappadoce (220-163), et d'Antiochis III, fille du roi séleucide Antiochos III. Elle est donnée en mariage à Eumène II de Pergame en 188, au moment où Rome conclut la paix d’Apamée.

## Règne
Stratonice introduisit le culte chtonien du serpent oriental Sabazios à cette occasion à Pergame. Elle eut Eurydikè, fille du propriétaire terrien Démarchos, comme prêtresse à vie de son culte royal. Son premier mariage semble avoir été marqué par le sceau de la stérilité sans que l’on en connaisse la véritable raison. Au moment d’un pèlerinage au Temple d’Apollon à Delphes, en 172 av. J.-C., son époux Eumène II fut victime d’un attentat fomenté apparemment par le roi de Macédoine. Après l’annonce fallacieuse du décès du souverain, le frère du roi de Pergame, Attale II, se précipita d’organiser son union avec Stratonice. Il semble qu’Eumène, toujours en vie et de retour à Pergame, n’ait pas tiré de conséquences sur cet acte en ce sens que son frère bien-aimé ne s’était pas emparé de la couronne, faute d’avoir retrouvé le corps du souverain prétendument défunt. L’amour fraternel est en effet ce que l’histoire a retenu de ces hommes d’État, si bien qu’Attale reçut par la suite le titre grec de « philadelphe » (qui aime son frère). Stratonice fut contemporaine de l’inauguration du Grand Autel de Pergame, aujourd’hui conservé au musée de Pergame à Berlin, et de la grande bibliothèque de la ville, deuxième en importance après celle d’Alexandrie. En 168, soit dix ans avant la mort du souverain Eumène et le couronnement de son frère Attale II, Stratonice donna naissance à son seul et unique fils, le futur Attale III. L’histoire retient qu’Eumène fut reconnu comme le père officiel de l’enfant qui, de son côté, en tira toute la légitimité nécessaire à son avènement. Il est impossible d’affirmer avec certitude que la paternité ne revenait pas à Attale II. Stratonice épousa donc en secondes noces ce souverain et devint ainsi, une nouvelle fois, reine de Pergame. On dit qu’Attale III présenta les plus mauvaises dispositions morales, bien qu’il chérît infiniment sa mère, ce qui lui valut par la suite le titre d’Attale III Philométor (« Qui aime sa mère »). À la mort de Stratonice en 135, il fit élever un mausolée royal en hommage à sa mère défunte qui frappa l’attention de ses contemporains,,.